# François Mirante
Pour les articles homonymes, voir Mirante.
François Mirante-Péré, dit François Mirante, est un acteur et un artiste-peintre français né le 6 août 1938 dans le 9e arrondissement de Paris et mort le 26 février 2000 dans le 5e arrondissement de Paris.
Il fut marié un temps à l'actrice Paule Annen.

## Théâtre
- 1960 : Histoire de nuit de Seán O'Casey, mise en scène André Cellier, Poche Montparnasse
- 1961 : Oncle Vania de Anton Tchekhov, mise en scène André Sellier, théâtre du Tertre
- 1961 : La Peur chez l'amour d'Alfred Jarry, mise en scène Jean-Marie Patte, théâtre de la Cité internationale
- 1964 : Le Mariage de Witold Gombrowicz, mise en scène Jorge Lavelli, théâtre Récamier : Jeannot[3]
- 1966 : La Fête noire de Jacques Audiberti, mise en scène Georges Vitaly, Festival du Marais puis théâtre La Bruyère
- 1971 : Rosa Rosis de Claire-Lise Charbonnier, mise en scène Guy Kayat, théâtre 71 - Malakoff

## Filmographie

### Cinéma
- 1964 : Les Parias de la gloire d'Henri Decoin
- 1965 : La Métamorphose des cloportes de Pierre Granier-Deferre : le premier inspecteur
- 1972 : Les Portes de feu de Claude Bernard-Aubert
- 1972 : L'Animal de Claude Zidi : le directeur du supermarché

### Télévision
- 1962 : Mesdemoiselles Armande de René Lucot : le premier spectateur
- 1966 : La Prise de pouvoir par Louis XIV de Roberto Rossellini : Monsieur de Brienne
- 1970 : Un jeu d'enfer de Marcel Cravenne : Nadaillac